# ولایت سوروگا

ولایت سوروگا

ولایت سوروگا (انگلیسی: Suruga Province)یکی از ولایت‌ها در تقسیم‌بندی قدیم کشور ژاپن است. این ولایت امروزه بخشی از استان شیزوئوکا را تشکیل می‌دهد. این ولایت با ولایت ایزو، ولایت کای، ولایت ساگامی، ولایت شینانو، و ولایت توتومی هم‌مرز بوده و در جوار اقیانوس آرام در جنوب خلیج سوروگا قرار دارد.